# David Ogilvy
David MacKenzie Ogilvy CBE (23 de junho de 1911 – 21 de julho de 1999) foi um publicitário fundador da Ogilvy & Mather. Ele é amplamente aclamado como "o pai da propaganda". Em 1962, a Revista Time o chamou de "o mago mais procurado na indústria de publicidade atualmente".

## Início
Educado no Fettes College, Edinburgh, e no Christ Church, Oxford. Iniciou sua carreira como um cozinheiro na cozinha do Hotel Majestic em Paris. Saiu de lá para ser um vendedor de fornos de cozinha na Escócia. Posteriormente, embarcou para ser o Diretor Associado do instituto de pesquisa, "Dr.George Gallup's Audience Research Institute" em Princeton. Durante a Segunda Guerra Mundial, David estava na equipe de Sir William Stephesons na instituição britânica de coordenação de segurança. Após a guerra, ele abriu uma das mais famosas agências do mundo, a Ogilvy & Mather.

## Trabalhos
Seu livro Ogilvy on Advertising é um comentário geral sobre publicidade. Seu livro Confessions of an Advertising Man é um livro sobre publicidade.
A filosofia de publicidade da Ogilvy seguiu estes quatro princípios básicos:
- Brilho criativo: com forte ênfase na "GRANDE IDÉIA".
- Pesquisa: vindo, como veio, de uma formação em pesquisa, ele nunca subestimou sua importância na publicidade. Na verdade, em 1952, quando abriu sua própria agência, ele se autodenominou diretor de pesquisas.
- Resultados reais para os clientes: "No mundo moderno dos negócios, é inútil ser um pensador criativo e original a menos que você também possa vender o que cria."
- Disciplina profissional: "Prefiro a disciplina do conhecimento à anarquia da ignorância". Ele codificou o conhecimento em apresentações de slides e filmes que chamou de Lanternas Mágicas. Ele também instituiu vários programas de treinamento para jovens profissionais de publicidade.

Embora Ogilvy fosse mais famoso por construir e estabelecer marcas, ele estava principalmente interessado em marketing direto. Ele inicialmente construiu sua agência usando uma promoção de mala direta. Ele publicou anúncios de resposta direta nos principais jornais para gerar leads. Em um vídeo intitulado "We Sell or Else", ele elogiou o marketing direto e o marketing direto enquanto ridicularizava a publicidade "geral" ou de branding, em um ponto dizendo que as pessoas de branding "adoram no altar da criatividade".